# Roger Scruton

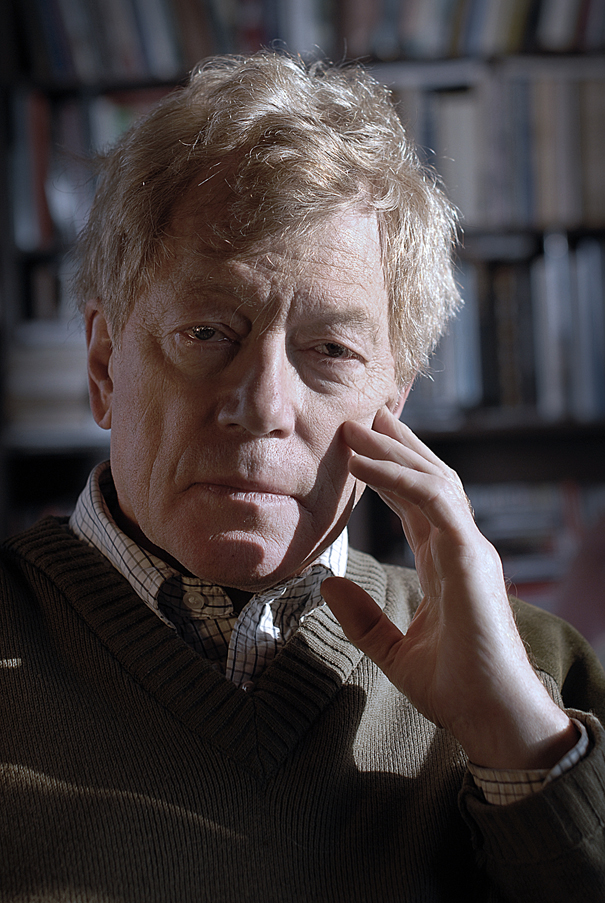
Roger Scruton (2016)

Sir Roger Vernon Scruton FBA FRSL (* 27. Februar 1944 in Buslingthorpe, Lincolnshire; † 12. Januar 2020) war ein britischer Schriftsteller und Philosoph.

## Leben und Werk
Scruton studierte Philosophie am Jesus College der University of Cambridge (B.A., 1965 und M.A., 1967) und wurde dort 1972 mit einer Arbeit über Ästhetik promoviert. Er lehrte von 1971 bis 1992 am Birkbeck College. Von 1992 bis 1995 war er Professor an der Boston University, von 2005 bis 2009 am Institute for the Psychological Sciences in Arlington, Virginia.
Scruton hat mehr als 60 Bücher verfasst; viele davon wurden in die deutsche Sprache übertragen.
Roger Scruton starb im Januar 2020 im Alter von 75 Jahren an den Folgen eines Krebsleidens.

## Wirken
Roger Scruton galt als einflussreicher konservativer Intellektueller in der Tradition Edmund Burkes; aufgrund seiner Ablehnung interventionistischer Außenpolitik und gewisser Vorbehalte gegen den freien Markt wurde er gelegentlich als Paläokonservativer bezeichnet. Doch anders als amerikanische Paläokonservative hieß er Isolationismus, etwa gegenüber den demokratisierten Staaten Osteuropas, keineswegs gut. In den 1970er und 1980er Jahren reiste er viel in den Ostblock, besonders in die Tschechoslowakei und nach Polen, und hielt dort Vorlesungen vor Dissidenten. Die von ihm herausgegebene Zeitschrift The Salisbury Review wurde in Tschechien von Bürgerrechtlern wie Václav Havel gelesen. Havel schrieb später auch für die Zeitschrift. Nach Scrutons Tod würdigte Polens Präsident Andrzej Duda Scruton als „großen Freund des polnischen Volkes“.
Laut Scruton habe „wahrer Konservatismus“ nichts mit Ideologie oder Weltverbesserungskonzepten zu tun, sondern sei vielmehr eine Frage der Mentalität – und zwar der „Liebe zu vergehenden Dingen“, was im Übrigen auch der Quintessenz von Liebe entspreche: «Love is the relation between dying things.» Selbst wenn man damit welthistorisch zwangsläufig auf der Verliererseite stehe, tue man es doch mit humaner Würde.
Im April 2019 wurde er von der britischen Regierung aus seiner Funktion als Berater für Fragen der Baukultur entlassen, nachdem er in einem Interview mit der Wochenzeitung New Statesman Äußerungen tätigte, die in einigen Ausschnitten von einem Journalisten vorab per Twitter kommuniziert und als antisemitisch und islamfeindlich kritisiert worden waren. Unter anderem hatte er gesagt: “Islamophobia has been invented by the Muslim Brotherhood in order to stop discussion of a major issue”. (Die Islamophobie wurde von der Muslimbruderschaft erfunden, um die Diskussion über ein wichtiges Thema zu verhindern.) Im Juli 2019 wurde er wieder in seine Beraterfunktion berufen, nachdem sich der New Statesman öffentlich bei Scruton dafür entschuldigt hatte, dass seine Aussagen verzerrt wiedergegeben und falsch dargestellt worden waren. Auch die britische Regierung äußerte offiziell ihr Bedauern über die vorangegangene Entlassung. Die London-Korrespondentin der FAZ, Gina Thomas, verwies auf Scrutons Unterstützung von „Dissidenten im totalitären Ostblock“  in den 1980er Jahren und kommentierte, dass jetzt er selbst „in der freien Welt zum Opfer von Denkpolizisten, die den zivilisierten Diskurs unterbinden, weil sie abweichende Meinungen nicht tolerieren können“, werde.
Anlässlich seines Todes würdigte ihn der Historiker Timothy Garton Ash als „einen Mann mit außerordentlichem Intellekt, Wissen und Humor“, der ein großer Unterstützer osteuropäischer Dissidenten gewesen sei und genau die Art „provokanter konservativer Denker“, für den eine wirklich offene Gesellschaft dankbar sein müsse. Der EU-Abgeordnete und Publizist Daniel Hannan bezeichnete Scruton als „größten Konservativen unserer Zeit“. Die Times schrieb in einem zweiseitigen Nachruf, Scruton sei „einer der bekennendsten und provokantesten konservativen Denker seiner Generation und, aus diesem Grunde, einer der am wenigsten einflussreichen innerhalb der Konservativen Partei“ gewesen.

## Ehrungen und Auszeichnungen
- Tschechische Verdienstmedaille (I. Stufe; 1998)
- Für „Verdienste um Philosophie, Lehre und Bildung“ wurde Scruton im Jahr 2016 von Königin Elizabeth II. zum Ritter (Knight Bachelor) geschlagen.[14]
- Ungarischer Verdienstorden (Komtur mit Stern; 2019)
- Verdienstorden der Republik Polen (Großkreuz; 2019)

## Schriften
| - Art and Imagination (1974) - The Aesthetics of Architecture (1979) - The Meaning of Conservatism (1980, second edition 1984, 3rd ed. 2000) - The Politics of Culture and Other Essays (1981) - Fortnight’s Anger (a novel) (1981) - A Short History of Modern Philosophy (1982, second edition 1995, 3rd ed. 2001) - A Dictionary of Political Thought (1982, second edition 1996, 3rd ed. 2007) - The Aesthetic Understanding (1983, new edition 1997) - Kant (1982, new edition 2001) - Untimely Tracts (1985) - Thinkers of the New Left (1986): Edward P. Thompson, Ronald Dworkin, Michel Foucault, Ronald D. Laing, Raymond Williams, Rudolf Bahro, Antonio Gramsci, Louis Althusser, Immanuel Wallerstein, Jürgen Habermas, Perry Anderson, György Lukács, John Kenneth Galbraith und Jean-Paul Sartre. - Sexual Desire (1986) - Spinoza (1987, new edition 2002) - A Land Held Hostage (Lebanon and the West) (1987) - The Philosopher on Dover Beach and other essays (1989) - Francesca (1991) - A Dove Descending and other stories (1991) - Xanthippic Dialogues (1993) - Modern Philosophy (1994) - The Classical Vernacular: architectural principles in an age of nihilism (1995) - Animal Rights and Wrongs (1996, third edition 2000) - An Intelligent Person’s Guide to Philosophy (1996) | - The Aesthetics of Music (1997) - On Hunting (1998) - An Intelligent Person’s Guide to Modern Culture (1998, new edition 2000) - Spinoza (1998) - Perictione in Colophon (2000) - England: an Elegy (2001) - The West and the Rest (2002) - Death-Devoted Heart: Sex and the Sacred in Wagner’s Tristan und Isolde (2004) - News from Somewhere: On Settling (2004) - Gentle Regrets (2005) - A Political Philosophy (2006) - Culture Counts: Faith and Feeling in a World Besieged (2007) - Beauty (2009) - Ich trinke, also bin ich – Eine philosophische Verführung zum Wein (2010) - The Face of God (2012) - Grüne Philosophie – Ein konservativer Denkansatz (2013) - How to be a conservative (2014) - The Soul of the World (2014) - Fools, Frauds and Firebrands: Thinkers of the New Left (2015) - The Ring of Truth: The Wisdom of Wagner’s Ring of the Nibelung (2016) - Conservatism: An Invitation to the Great Tradition (2018) - Von der Idee, konservativ zu sein – Eine Anleitung für Gegenwart und Zukunft (2019) - On Human Nature (2019) - Bekenntnisse eines Häretikers – Zwölf konservative Streifzüge (2020) - Narren, Schwindler, Unruhestifter: Linke Denker des 20. Jahrhunderts (2021) |